# خورشیدگرفتگی ۷ فوریه ۲۰۰۸
خورشیدگرفتگی ۷ فوریه ۲۰۰۸ (به انگلیسی: Solar eclipse of February 7, 2008) یک خورشیدگرفتگی از نوع خورشیدگرفتگی حلقه‌ای است. این خورشیدگرفتگی در تاریخ ۷ فوریه ۲۰۰۸ میلادی (‎۱۸ بهمن ۱۳۸۶ خورشیدی) روی داد که زمان اوج آن، ساعت ۳:۵۶:۱۰ به‌وقت ساعت هماهنگ جهانی بوده‌است. مدت زمان و طول این خورشیدگرفتگی ۲ دقیقه و ۱۲ ثانیه بود.